# Sitabamba
Sitabamba es una localidad peruana capital del Distrito de Sitabamba de la Provincia de Santiago de Chuco en el Departamento de La Libertad. Se ubica aproximadamente a unos 226 kilómetros al sureste de la ciudad de Trujillo.